# きんし丼
きんし丼（きんしどんぶり・きんしどん）は、一部のうなぎ料理屋で提供される丼物。うな丼に卵焼き、あるいは錦糸卵を組み合わせた料理。
滋賀県大津市の料理店「逢坂山かねよ」が発祥とされ、同店の登録商標となっている。

## 概要

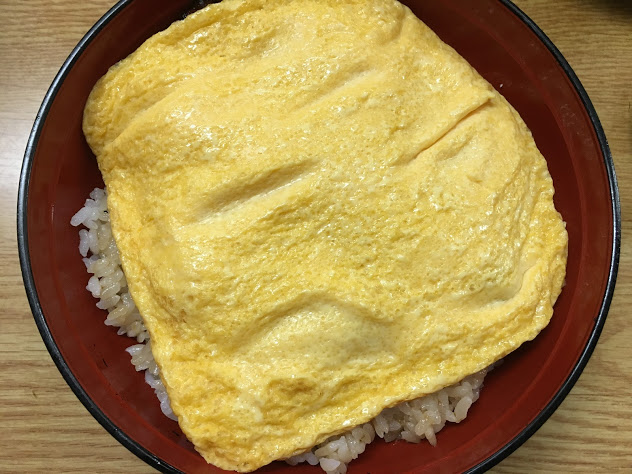
京極かねよのきんし丼

この名称の料理を提供する店としては、逢坂山かねよと京都市の京極かねよの二店が有名である。
逢坂山かねよのきんし丼が厚焼きのだし巻き卵をうな丼に乗せたものであるのに対し、京極かねよのきんし丼は大きな薄焼き卵が丼を覆うスタイルで提供される。
京極かねよは逢坂山の暖簾分けであるが現在は絶縁しており、両店ともにきんし丼は自店のオリジナルであるとしている。
また祇園の老舗であるかね正などいくつかの店では、鰻丼の全面を覆い隠すようにたっぷりの錦糸卵を乗せたものをきんし丼として提供している。

## 錦糸丼
上記以外にも「きんしどん」と呼ばれる料理は存在し、おもに関西地方で広く供される。
名のとおり錦糸卵を米飯の上に敷き詰めた丼物を指す一般名であり、鰻には限定されない。
卵の上、あるいは下に更なる具が乗せられることがままあり、鰻のほかアナゴ、ハモ、ニシン、鶏肉など多彩である。